# عوفون (روستا)
 عوفیون  (در عربی:  العَوفیون ) 
نام روستایی است در دهستان العَوْد از توابع استان مَحویت در کشور یمن در شبه جزیره عربستان.

## جمعیت
جمعیت آن (۷۸ ) نفر (۶ خانوار) می‌باشد.